# Alain Mimoun
Alain Mimoun Ould Kacha (Telagh, 1º gennaio 1921 – Saint-Mandé, 27 giugno 2013) è stato un maratoneta e mezzofondista francese.
Eterno rivale di Emil Zátopek, durante la propria carriera si è laureato campione olimpico di maratona ai Giochi olimpici di Melbourne 1956 e ha conquistato 3 medaglie d'argento olimpiche, alle spalle dell'atleta cecoslovacco, nei 10000 m a Londra 1948, nei 5000 m e nei 10000 m a Helsinki 1952.

## Biografia

### L'infanzia e la guerra
Primogenito di 7 figli, nato e cresciuto in Algeria, interruppe gli studi dopo le scuole primarie e, appena diciottenne, si arruolò allo scoppio della seconda guerra mondiale. Impegnato al confine belga, conobbe l'atletica durante il servizio militare. Venne successivamente inviato in Algeria, impegnato nella campagna di Tunisia e nella campagna d'Italia, nel corso della quale venne gravemente ferito ad un piede rischiando l'amputazione.

### Le sfide con Emil Zátopek
Terminata la guerra, Mimoun iniziò la sua grande carriera agonistica. Nel 1947 vinse i suoi primi titoli nazionali (alla fine saranno 28) nei 5 000 e 10 000 metri. Nel corso delle competizioni internazionali conobbe il cecoslovacco Emil Zátopek di cui fu grande amico ed eterno rivale.
Per tre Olimpiadi consecutive il mondo sportivo avrebbe assistito alla sfida olimpica tra Zátopek e Mimoun. A Londra 1948, nei 10000 m, un incredibile Zátopek trionferà doppiando tutti gli altri concorrenti ad eccezione della medaglia d'argento, il francese Mimoun. Ai Campionati europei del 1950 la sfida si ripete: nei 5000 m e nei 10000 m il cecoslovacco conquista l'oro ed il francese l'argento. Ad Helsinki 1952 Zátopek trionferà ancora davanti a Mimoun nei 5 000 nei 10 000 metri, vincendo poi il suo terzo oro nella maratona.
Alain Mimoun attenderà ancora 4 anni per vincere la sua prima medaglia d'oro alle Olimpiadi. A Melbourne 1956 fu la maratona teatro dell'ultima grande sfida. In una giornata torrida Zátopek, da poco operato all'ernia, non riuscì ad andare oltre il sesto posto; Mimoun, quasi trentaseienne, alla prima maratona ufficiale della sua carriera, diventato padre di Olympe il giorno prima, optò per una gara d'attacco. Restato solo con lo statunitense John Kelley al km 20, allungò poco oltre e non fu più ripreso. Giunto solo al traguardo, prima di festeggiare attese 4'30" l'amico cecoslovacco a cui disse "Emil non ti congratuli con il campione olimpico?", Zátopek, esausto, trovò la forza per abbracciare a lungo il suo amico.
Mimoun gareggiò ancora nei Giochi olimpici di Roma 1960, dove fu 34º ad oltre 16 minuti dall'etiope Abebe Bikila; disse addio alle competizioni agonistiche solo nel 1966.

## Palmarès

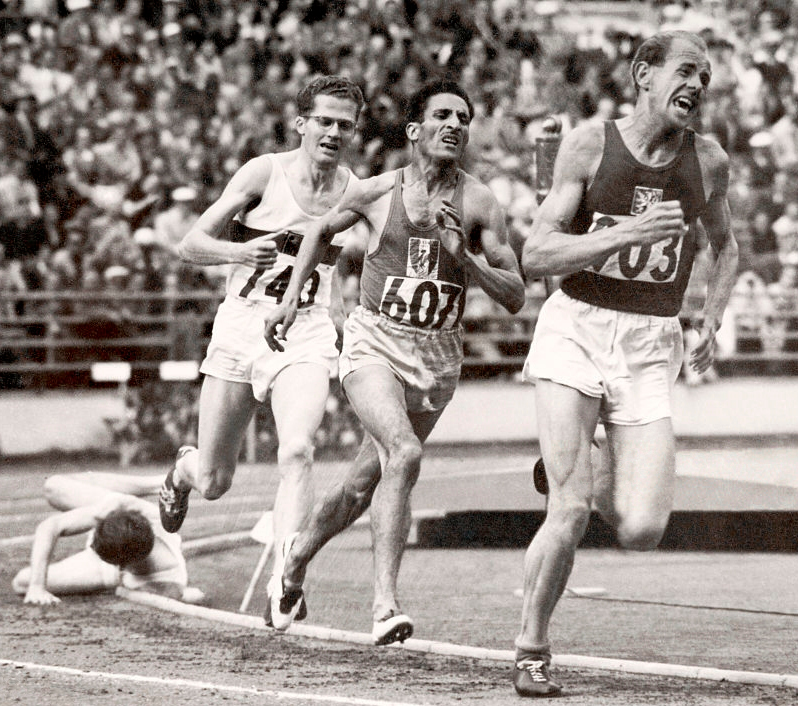
Alain Mimoun (al centro) durante la finale dei ai Giochi olimpici di.

| Anno | Manifestazione          | Sede        | Evento        | Risultato | Prestazione | Note |
| ---- | ----------------------- | ----------- | ------------- | --------- | ----------- | ---- |
| 1948 | Giochi olimpici         | Londra      | 5000 m piani  | Batteria  | 15'11"2     |      |
| 1948 | Giochi olimpici         | Londra      | 10000 m piani | Argento   | 30'47"4     |      |
| 1950 | Europei                 | Bruxelles   | 5000 m piani  | Argento   | 14'26"0     |      |
| 1950 | Europei                 | Bruxelles   | 10000 m piani | Argento   | 30'21"0     |      |
| 1951 | Giochi del Mediterraneo | Alessandria | 5000 m piani  | Oro       | 14'38"3     |      |
| 1951 | Giochi del Mediterraneo | Alessandria | 10000 m piani | Oro       | 31'07"9     |      |
| 1952 | Giochi olimpici         | Helsinki    | 5000 m piani  | Argento   | 14'07"4     |      |
| 1952 | Giochi olimpici         | Helsinki    | 10000 m piani | Argento   | 29'32"8     |      |
| 1955 | Giochi del Mediterraneo | Barcellona  | 5000 m piani  | Oro       | 14'27"6     |      |
| 1955 | Giochi del Mediterraneo | Barcellona  | 10000 m piani | Oro       | 30'23"6     |      |
| 1956 | Giochi olimpici         | Melbourne   | 10000 m piani | 12º       | 30'18"0     |      |
| 1956 | Giochi olimpici         | Melbourne   | Maratona      | Oro       | 2h25'00"    |      |
| 1960 | Giochi olimpici         | Roma        | Maratona      | 34º       | 2h31'20"0   |      |

## Altre competizioni internazionali
1958
- Oro alla Maratona di Colombes ( Colombes) - 2h25'29"

1959
- Oro alla Maratona di Colombes ( Colombes) - 2h23'41"
- Oro alla Sedan-Charlevlle ( Sedan), 24 km - 1h18'14"
- Oro al Cross de San Sebastián ( San Sebastián) - 38'38"

1960
- Oro alla Maratona di Fontainebleau ( Fontainebleau) - 2h31'54"
- Oro alla Sedan-Charlevlle ( Sedan), 24 km - 1h18'16"

1963
- Argento alla Maratona di Fontainebleau ( Fontainebleau) - 2h33'18"

1964
- Oro alla Maratona di Fontainebleau ( Fontainebleau) - 2h28'55"

1965
- Oro alla Maratona di Fontainebleau ( Fontainebleau) - 2h30'19"

1966
- Oro alla Maratona di Fontainebleau ( Fontainebleau) - 2h25'40"

1968
- 5º alla Maratona di Fontainebleau ( Fontainebleau) - 2h37'41"

1972
- Oro alla Maratona di Reims ( Reims) - 2h34'36"
- 36º alla Maratona di Angers ( Angers) - 2h52'26"

1975
- Argento alla 50 km di Niort ( Niort) - 3h22'59"

1976
- Argento alla Maratona di Pau ( Pau) - 2h47'54"

1979
- 104º alla Maratona di Parigi ( Parigi) - 3h00'53"

1980
- 40º alla Maratona di Parigi ( Parigi) - 2h49'45"

1982
- 10º alla Maratona di La Rochelle ( La Rochelle) - 3h01'47"